# Kràsnaia Pad
Kràsnaia Pad (en rus: Красная Падь) és un poble de l'óblast de l'Amur, a Rússia, que el 2018 tenia 15 habitants, pertany al districte de Magdagatxi.